# Melpomene singula
Melpomene singula är en spindelart som först beskrevs av Willis J. Gertsch och Ivie 1936.  Melpomene singula ingår i släktet Melpomene och familjen trattspindlar. Inga underarter finns listade i Catalogue of Life.